# Opiliones
Opilions
 (septembre 2023).
Ordre
Les Opiliones, en français Opilions, sont un ordre d'arachnides, comme les araignées, les scorpions ou les acariens. Le nom « opilion » provient du latin opilio désignant un « berger sur échasses », par allusion à leurs pattes longues et fines, et leur a été donné par le naturaliste Martin Lister, en référence au nom vernaculaire anglais shepherd spider, « araignée bergère ». En français, ils sont mieux connus sous le nom vernaculaire de « faucheurs », « faucheux » ou « faucheuses », peut-être en raison du fait qu'ils apparaissent dans les champs à l'époque des moissons et se déplacent en agitant leurs pattes comme des faux.

## Description

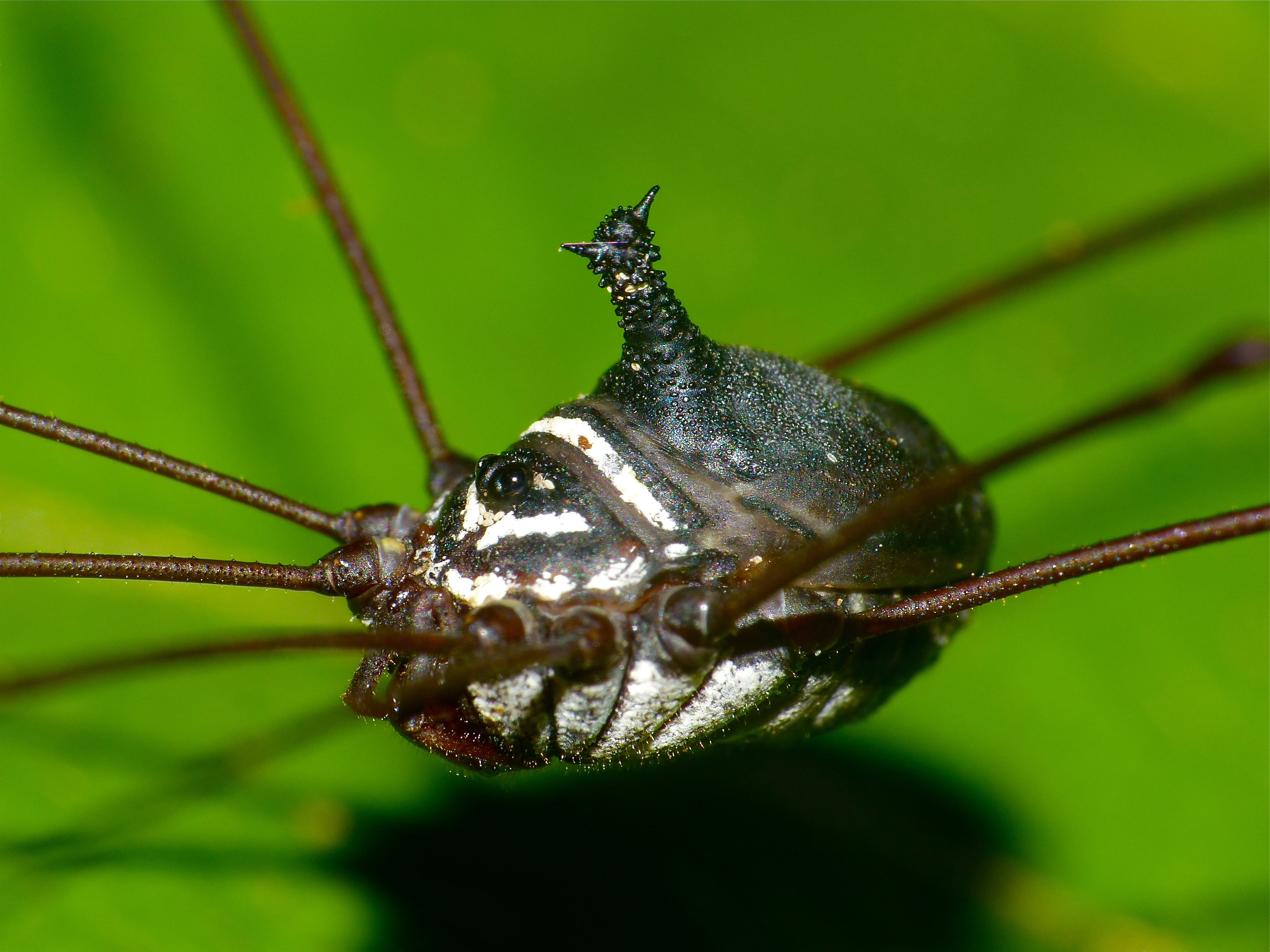
Détail du corps d'un opilion.

Les opilions se distinguent des araignées par l'absence de venin et de soie, et par le fait que leur abdomen segmenté et leur céphalothorax sont fusionnés, formant un corps brunâtre ou grisâtre, avec une bande plus ou moins foncée sur le dos nommée « selle ». Il existe aussi dans la zone intertropicale des opilions très colorés. Leur corps est globuleux, long d'un milimètre (Sironidae) à 2,2 centimètres (Trogulus torosus).
Ils se déplacent sur quatre paires de pattes filiformes : avec ces pattes, l'envergure de certaines espèces peut atteindre 18,5 cm (Gonyleptidae). Comme tous les arachnides, ils ont deux chélicères et deux pédipalpes. Généralement deux petits yeux, dont la fonction semble uniquement la photoréception rythmant les activités diurnes et nocturnes, occupent une petite bosse dorsale appelée « mamelon oculaire » ou ocularium, à l'avant du céphalothorax. Certains genres possèdent trois épines placées sur la partie antérieure du céphalothorax, juste devant l'ocularium, nommées « trident ».

## Biologie

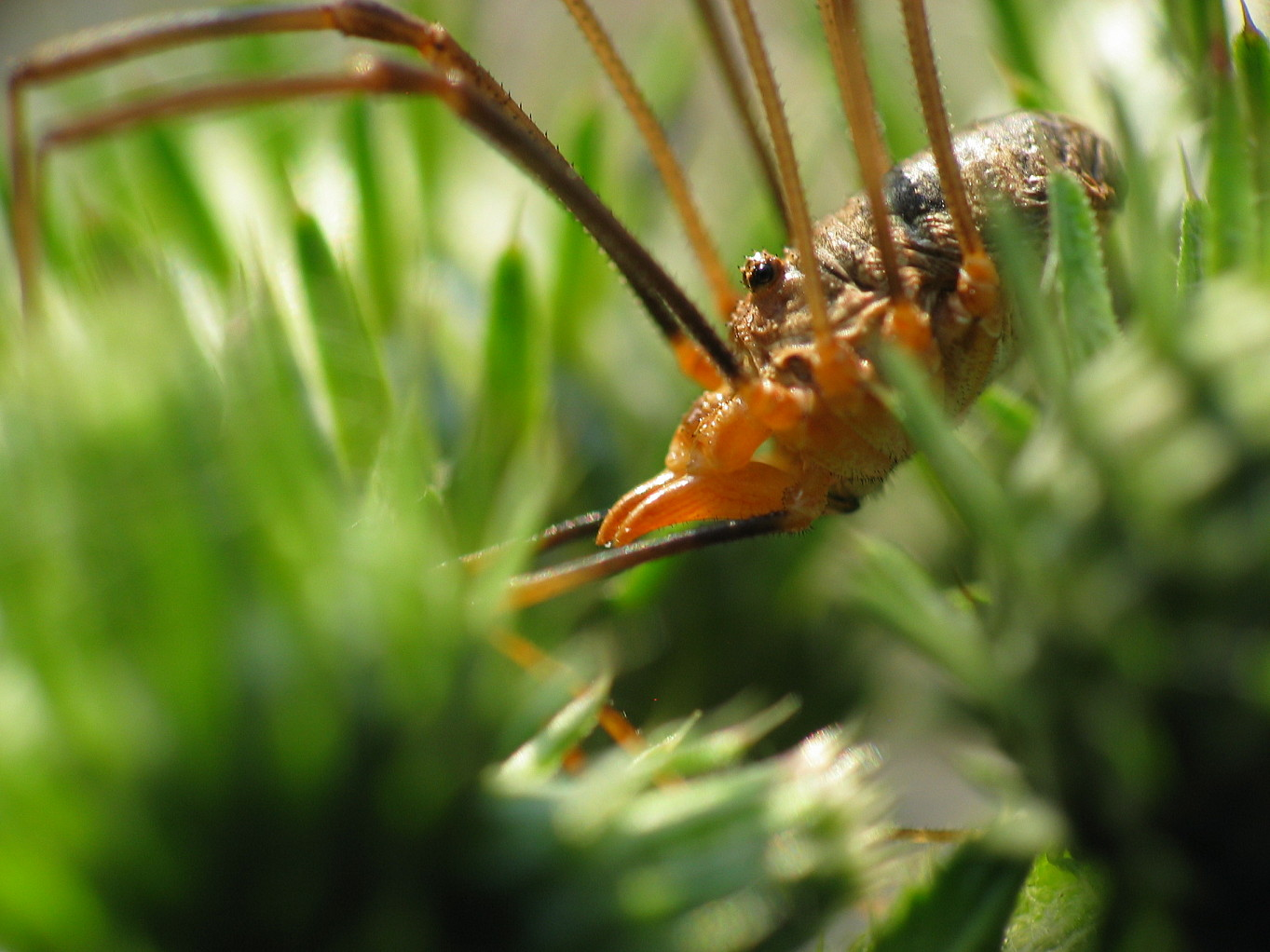
Le céphalothorax et l'abdomen fusionnés de l'Opilion le distinguent des araignées.

Les opilions sont observables un peu partout dans le monde hormis dans des biotopes particulièrement humides (mers, fleuves, torrents, etc.) ou trop froids comme l'Antarctique. Certaines espèces sont cavernicoles et d'autres fortement anthropisées. On les trouve souvent au sol, sur des arbustes, voire des arbres pour certaines espèces arboricoles, sous des objets divers (pierres, morceaux de bois), dans des morceaux de bois, dans les fissures des pierres, etc.
Les opilions sont plutôt des solitaires errants, mais plusieurs espèces de Leiobunum peuvent former des rassemblements de milliers d'individus dans des abris, généralement en période de froid. 
La reproduction est généralement sexuée mais la parthénogenèse est connue chez cet ordre d'arachnide. La fécondation est interne et s'effectue directement (le mâle possédant un pénis) ou pour certaines espèces plus primitives à l'aide d'un spermatophore (Cyphophthalmi). Certains mâles possèdent des appendices plus développés comme des pattes postérieures plus imposantes ou des apophyses sur les chélicères [Phalangium opilio Linnaeus, 1758 ; Rilaena triangularis (Herbst, 1799)]. Des combats rituels peuvent parfois opposer les mâles avant la parade amoureuse, brève, et l'accouplement. 
Juste après avoir été fécondée ou quelques mois plus tard, la femelle pond ses œufs à l'aide d'un ovipositeur, dans les sols, les fissures ou peut les déposer sur les parois des grottes ou sur ou sous des objets divers comme des feuilles ou des morceaux de bois. Il arrive qu'un des deux sexes ou les deux prennent soin des œufs.
Quelques jours ou quelques mois plus tard, les jeunes naissent. Le développement post-embryonnaire varie de quelques semaines à de nombreux mois en passant par 4 à 8 mues. Les adultes vivent quelques semaines ou plusieurs mois voire parfois plusieurs années. Contrairement aux araignées, qui ne consomment que le produit de leur chasse, les opilions peuvent se nourrir de cadavres d'insectes et d'autres petits animaux. Opportuniste, le régime alimentaire des opilions est généralement omnivore (carnivore, détritivore, végétarien). 
Les prédateurs et les parasites des opilions sont nombreux, telles les araignées, d'autres opilions (le cannibalisme reste rare), les fourmis, les batraciens, les reptiles, les oiseaux et quelques mammifères. Quelques acariens et diptères Ceratopogonidae sont hématophages. Des bactéries, des champignons, des protozoaires, des nématodes peuvent aussi les parasiter.
Les pattes des opilions se détachent facilement (autotomie), et il est fréquent de rencontrer des individus ayant moins de huit pattes. Un autre mécanisme de défense est la présence de glandes répugnatoires qui sécrètent des composés chimiques nocifs via des ozopores. Ils peuvent également faire vibrer leur corps, faire le mort (thanatose), rester immobiles, produire des sons, bouger leurs pattes épineuses ou se réunir en grand nombre.

## Répartition
1 600 genres et 6 500 espèces sont connus (dont 350 en Europe et environ 130 en France), répartis entre quatre sous-ordres. Les opilions se trouvent un peu partout dans le monde mais sont plus fréquents et diversifiés dans les forêts, particulièrement les forêts tropicales.

## Registre fossile
Les opilions constituent un groupe ancien, comme l'atteste la découverte de trois spécimens fossilisés d'Eophalangium sheari de la flore de Rhynie du Dévonien soit au moins 400 millions d'années. Seuls 34 fossiles sont actuellement connus et restent rares car leur exosquelette peu minéralisé et leur biologie sont peu favorables à leur fossilisation.

## Liste des familles
Selon le World Catalogue of Opiliones (01/11/2021) :
- Cyphophthalmi Simon, 1879 (environ 240 espèces)
  - Boreophthalmi Giribet, Sharma, Benavides, Boyer, Clouse, de Bivort, Dimitrov, Kawauchi, Murienne & Schwendinger, 2012
    - Sironidae Leach, 1816
    - Stylocellidae Hansen & Sørensen, 1904

  - Scopulophthalmi Giribet, Sharma, Benavides, Boyer, Clouse, de Bivort, Dimitrov, Kawauchi, Murienne & Schwendinger, 2012
    - Pettalidae Shear, 1980

  - Sternophthalmi Giribet, Sharma, Benavides, Boyer, Clouse, de Bivort, Dimitrov, Kawauchi, Murienne & Schwendinger, 2012
    - Neogoveidae Shear, 1980
    - Ogoveidae Shear, 1980
    - Troglosironidae Shear, 1993
- Eupnoi Hansen & Sørensen, 1904 (environ 1 800 espèces)
  - Caddoidea Banks, 1893
    - Caddidae Banks, 1893

  - Phalangioidea Latreille, 1802
    - Globipedidae Kury & Cokendolpher, 2020
    - Neopilionidae Lawrence, 1931
    - Phalangiidae Latreille, 1802
    - Protolophidae Banks, 1893
    - Sclerosomatidae Simon, 1879
    - † Kustarachnidae Petrunkevitch, 1949
- Dyspnoi Hansen & Sørensen, 1904 (environ 410 espèces)
  - Acropsopilionoidea Roewer, 1923
    - Acropsopilionidae Roewer, 1923
    - † Halithersidae Dunlop, Selden & Giribet, 2016

  - Ischyropsalidoidea Simon, 1879
    - Ischyropsalididae Simon, 1879
    - Sabaconidae Dresco, 1970
    - Taracidae Schönhofer, 2013

  - Troguloidea Sundevall, 1833
    - Dicranolasmatidae Simon, 1879
    - Nemastomatidae Simon, 1872
    - Nipponopsalididae Martens, 1976
    - Trogulidae Sundevall, 1833
    - † Eotrogulidae Petrunkevitch, 1955
    - † Nemastomoididae Petrunkevitch, 1955
- Laniatores Thorell, 1876 (environ 4 200 espèces)
  - Insidiatores Loman, 1901
    - Travunioidea Absolon & Kratochvíl, 1932
      - Cladonychiidae Hadži, 1935
      - Cryptomastridae Derkarabetian & Hedin, 2018
      - Paranonychidae Briggs, 1971
      - Travuniidae Absolon & Kratochvíl, 1932

    - Triaenonychoidea Sørensen, 1886
      - Buemarinoidae Karaman, 2019
      - Lomanellidae Mendes & Derkarabetian, 2021
      - Synthetonychiidae Forster, 1954
      - Triaenonychidae Sørensen, 1886

  - Grassatores  Kury, 2002
    - Assamioidea Sørensen, 1884
      - Assamiidae Sørensen, 1884
      - Pyramidopidae Sharma, Prieto & Giribet, 2011
      - Trionyxellidae Roewer, 1912

    - Epedanoidea Sørensen, 1886
      - Beloniscidae Kury, Pérez-González & Proud, 2019
      - Epedanidae Sørensen, 1886
      - Petrobunidae Sharma & Giribet, 2011
      - PodoctidaeRoewer, 1912
      - Tithaeidae Sharma & Giribet, 2011

    - Gonyleptoidea Sundevall, 1833
      - Agoristenidae Šilhavý, 1973
      - Askawachidae Kury & Carvalho, 2020
      - Cosmetidae Koch, 1839
      - Cranaidae Roewer, 1913
      - Cryptogeobiidae Kury, 2014
      - Gerdesiidae Bragagnolo, Hara & Pinto-da-Rocha, 2015
      - Gonyleptidae Sundevall, 1833
      - Manaosbiidae Roewer, 1943
      - Metasarcidae Kury, 1994
      - Nomoclastidae Roewer, 1943
      - Otilioleptidae Acosta, 2019
      - Prostygnidae Roewer, 1913
      - Stygnidae Simon, 1879
      - Stygnopsidae Sørensen, 1932

    - Phalangodoidea Simon, 1879
      - Phalangodidae Simon, 1879

    - Samooidea Sørensen, 1886
      - Biantidae Thorell, 1889
      - Samoidae Sørensen, 1886
      - Stygnommatidae Roewer, 1923

    - Sandokanoidea Özdikmen & Kury, 2007
      - Sandokanidae Özdikmen & Kury, 2007

    - Zalmoxoidea Sørensen, 1886
      - Escadabiidae Kury & Pérez-González, 2003
      - Fissiphalliidae Martens, 1988
      - Guasiniidae González-Sponga, 1997
      - Icaleptidae Kury & Pérez-González, 2002
      - Kimulidae Pérez-González, Kury & Alonso-Zarazaga, 2007
      - Zalmoxidae Sørensen, 1886

    - superfamille indéterminée
      - Suthepiidae Martens, 2020
- † Tetrophthalmi Garwood, Sharma, Dunlop & Giribet, 2014
  - † Hastocularidae Kury, Dunlop & Mendes, 2020
- sous-ordre indéterminé
  - † Archaeometidae Petrunkevitch, 1949
  - famille indéterminée
    - † Arachnometa Petrunkevitch, 1949

## Auxiliaire pour le biocontrôle
Certains opilions sont des prédateurs des escargots et des limaces, ils sont ainsi très utiles comme auxiliaires carnivores qu’il est intéressant de pérenniser dans les jardins. Contrairement à  la plupart des araignées, les opilions n’ont pas de venin et sont par conséquent complètement inoffensifs pour l’homme. L’espèce la plus répandue en France est certainement Dicranopalpus ramosus (opilion cerf) mais il est aussi possible de trouver des espèces de manière localisée dans certains départements comme Dicranopalpus caudatus dans les Pyrénées-Orientales.

## Légendes
Aux États-Unis, les opilions ont conservé une réputation de petites bêtes venimeuses, à tort car ils ne possèdent pas de venin et sont inoffensifs.
Ils ne tissent pas non plus de toile et leurs pattes ne se régénèrent pas.
En France, croiser un opilion porte chance suivant une légende ancienne, tandis qu'en Turquie il est annonciateur de bonnes nouvelles[réf. nécessaire].

## Publication originale
- Sundevall, 1833 : Conspectus Arachnidum. C.F. Berling, Londini Gothorum, p. 1-39.